# Alex Acker
Alex Maurice Acker (ur. 21 stycznia 1983 w Compton) – amerykański koszykarz występujący na pozycji rzucającego obrońcy lub niskiego skrzydłowego, posiadający także włoskie obywatelstwo, obecnie zawodnik Gallarate Basket.

## Osiągnięcia
Stan na 19 stycznia 2021, na podstawie, o ile nie zaznaczono inaczej.
NCAA
- Najlepszy nowo przybyły zawodnik roku konferencji West Coast (WCC – 2003)
- Zaliczony do I składu:
  - All-WCC (2005)
  - składu WCC All-Conference Honorable Mention (2003, 2004)

Drużynowe
- Mistrz Francji (2014)
- Wicemistrz:
  - Grecji (2007)
  - Hiszpanii (2008)
  - Włoch (2010)
  - Francji (2012)
- Brąz superpucharu Hiszpanii (2007)
- Finalista pucharu Włoch (2016)

Indywidualne
- MVP finałów ligi francuskiej (2014)
- Zaliczony do II składu letniej ligi NBA (2005)
- Uczestnik meczu gwiazd ligi greckiej (2007)

## Statystyki podczas występów w PLK
| Sezon     | Drużyna | M | S5 | MPG  | FG%   | 3P%   | FT%   | RPG | APG | SPG | BPG | PPG |
| --------- | ------- | - | -- | ---- | ----- | ----- | ----- | --- | --- | --- | --- | --- |
| 2012/2013 | Asseco  | 8 | 7  | 23,4 | 36,2% | 27,6% | 87,5% | 2,8 | 1,4 | 1,4 | 0,3 | 8,1 |